# (33888) 2000 KG21
2000 كي جي 21 (ويعرف أيضًا باسم (33888) 2000 كي جي 21 وفق تسمية الكوكب الصغير) (بالإنجليزية: 2000 KG21)‏ هو كويكب ضمن حزام الكويكبات؛ وترتيبه 33888 من حيث الاكتشاف.
اكتُشف هذا الجُرم الفلكي بواسطة مرصد لويل للبحث عن الأجرام القريبة من الأرض في 29 مايو 2000.

## وصلات خارجية
- (33888) 2000 KG21 في قاعدة بيانات مختبر الدفع النفاث لأجرام النظام الشمسي الصغيرة

- الاكتشاف · مخطط المدار ·  العناصر المدارية · المعلمات المادية

- (33888) 2000 KG21 على موقع ويكي سكاي: DSS2, SDSS, GALEX, IRAS, Hydrogen α, X-Ray, Astrophoto, Sky Map, Articles and images